# エミル・ラーセン
エミル・ラーセン（Emil Larsen、1991年6月22日 - ）は、デンマーク・コペンハーゲン出身の元プロサッカー選手。元サッカーデンマーク代表。現役時代のポジションはFW（LWG）。

## 経歴

### クラブ
リンビーBKでプロデビュー。2009–10シーズンはディビジョン1（2部）で得点王に輝き、チームのスーペルリーガ昇格に大きく貢献した。この活躍から様々なクラブが獲得に乗り出した。
2012年7月、オーデンセBKに移籍。
2016年1月、MSLのコロンバス・クルーに移籍。
2016年7月、古巣リンビーに復帰。
2017年7月、膝の負傷を理由に現役引退。現在はリンビーでスカウトとして働いている。

### 代表
ユース年代からデンマーク代表に選出されている。

## 代表歴
- デンマークU-16
- デンマークU-17
- デンマークU-18
- デンマークU-19
- デンマークU-21
- デンマークU-23
  - 2016年リオデジャネイロオリンピック
- デンマーク代表